# سودي وايت
سودي فينكاي رودو وايت (بالإنجليزية: Seodi White)‏ محامية في التنمية الاجتماعية وناشطة في مجال حقوق المرأة.  وهي رئيسة اللجنة الدائمة للشبكة المعنية بالقانون الجنساني. كانت مسؤولة عن سن تشريع ملاوي للعنف المنزلي في عام 2006.  في يونيو 2006، ترأس أيضًا وفدًا قدم تقريرًا عن المجتمع المدني لمالامي إلى CEDAM للأمم المتحدة. وهي حاليًا المنسقة الوطنية للمرأة والقانون في أمانة البحث والتعليم بجنوب إفريقيا (WLSA ملاوي). 

## المنشورات
- العنف الجنسي وتعرض المرأة لانتقال فيروس نقص المناعة البشرية في ملاوي (2005)
- ما وراء عدم المساواة: النساء في ملاوي (2005)
- المساهمة في إعمال حقوق الإنسان للمرأة والعدالة بين الجنسين: توصيات لوضع دستور أكثر إنصافًا (2006)
- تنظيم البرلمان في ملاوي: دليل للبرلمانيين (2005)
- النوع الاجتماعي والمواطنة كعدسة أساسية للتحليل في التنمية (2005)
- مراجعة القانون والسياسة: إلى أي مدى قامت سادك بإنشاء القانون والسياسة؟ (2005)
- هل يمكن للقانون الحد من انتقال فيروس نقص المناعة البشرية بين النساء؟ (2005)
- مشروع قانون منع العنف المنزلي في ملاوي: وجهات نظر متعددة القطاعات (2003)
- نزع ملكية الأرملة: العنف القائم على نوع الجنس في ملاوي (2002)

### الكتب
- نزع ملكية الأرملة لسودي فينكاي وايت (2005)
- بحثا عن العدالة: المرأة وإقامة العدل (2000)

## الجوائز
- جائزة لجنة حقوق الإنسان في ملاوي - 2004 [5]
- باحثة زائرة في المشروع الدولي لحقوق الإنسان للمرأة في جامعة تورنتو [6]